# Julia Figueroa
Pour les articles homonymes, voir Figueroa.
Julia Figueroa Peña, née le 7 avril 1991 à Cordoue, est une judokate espagnole.

## Palmarès international en judo
| Championnats du monde | Championnats du monde | Championnats du monde |
| Année                 | Médaille              | Catégorie             |
| --------------------- | --------------------- | --------------------- |
| 2021                  | bronze                | –48 kg                |
| Jeux européens        |                       |                       |
| Année                 | Médaille              | Catégorie             |
| 2019                  | bronze                | –48 kg                |
| Championnats d'Europe |                       |                       |
| Année                 | Médaille              | Catégorie             |
| 2019                  | bronze                | –48 kg                |
| 2021                  | bronze                | –48 kg                |
| Jeux méditerranéens   |                       |                       |
| Année                 | Médaille              | Catégorie             |
| 2018                  | or                    | –48 kg                |